# الجيلي (محطة طاقة)
الجيلي هي محطة كهرباء تقع في غاري، تبعد 80 كم شمال الخرطوم. شُغّلت الوحدة الأولى عام 2003 والأخيرة عام 2007.
تُشغّل المحطة من قبل شركة الكهرباء الوطنية السودانية (NEC).
تعد محطة جاري 4 واحدة من محطات الطاقة المرتبطة بالشبكة الوطنية، وتبلغ قدرتها الإجمالية المركبة 460 ميجاوات من إجمالي إنتاج الكهرباء في البلاد. يستخدم الكوك الإسفنجي -وهو منتج ثانوي لمصفاة الخرطوم- لتشغيل مشروع محطة الطاقة.